# Die Tänzerin (1915)
Die Tänzerin ist ein deutscher Stummfilm von 1915 aus der Hand von Georg Jacoby.

## Handlung
Ein alter Geiger zieht mit seinem Mündel, einem jungen Mädchen namens Manja, durchs Land. Für ein paar Almosen spielt er sein Instrument, während die Kleine dazu tanzen muss. Eines Tages entdeckt sie der Leiter einer Ballettschule und nimmt Manja bei sich auf, um sie professionell auszubilden und Manja schließlich in die von ihm betriebene Tanzformation einzugliedern. Um dafür das Einverständnis zu bekommen, sagt der Direktor dem Vormund eine monatliche Rente zu. Das talentierte Mädchen, das er während der Ausbildung hart rannimmt, steigt bald zum Star der Tanztruppe auf und sorgt für volle Kassen. Ihr Mentor erweist sich als brutaler Unterdrücker, und zu allem Überfluss will er von der Tänzerin mehr, als nur ihre künstlerische Leistung. Bei einem Vergewaltigungsversuch des alten Mannes greift ein junger Pianist ein und versucht Manja vor diesem Übergriff schützen. Doch der Ballettschuldirektor wehrt ihn mit einem Messerstich ab und verletzt den jungen Künstler schwer.
Es kommt zu einem Prozess, und da der Ballettschuldirektor in der Vergangenheit schon mehrmals handgreiflich geworden war und dementsprechend vorbestraft ist, muss er diesmal für seine Tat mehrere Jahre ins Gefängnis. Manja ist nun ohne Job und ohne Verdienst, und auch ihr alter Vormund zeigt sich weder bereit, sie wieder bei sich aufzunehmen noch finanziell zu unterstützen. Hungernd wankt die brotlose und ausgezehrte Künstlerin durch die Straßen, als sie eines Tages vor einem nahenden Fahrzeug kollabiert. Zu ihrem Glück befindet sich in dem Fahrzeug eine alte Sanitätsrätin, die sich sofort um die Tänzerin kümmert. Wieder aufgepäppelt und genesen, ist die alte Dame, nachdem sie vom traurigen Schicksal Manjas erfahren hat, bereit, die künstlerische Fortbildung der Tänzerin zu finanzieren.
Tatsächlich beginnt nun Manjas Karriereaufstieg. Sie wird ans Hoftheater engagiert und verhilft ihrem ritterlichen Keuschheits-Retter, dem jungen Pianisten, zu einem Engagement als zweiter Dirigent an selbigem Orte. Eines Tages erscheint der Vater des Hoftheater-Kapellmeisters, Kommerzialrat Bollmann, bei Manja und bittet sie, auf einem von ihm auszurichtenden Fest ihren berühmten Tanz vorzuführen. Zum selben Zeitpunkt wird ihr einstiger Ballettdirektor nach langer Kerkerhaft wieder in die Freiheit entlassen. Gemeinsam mit Manjas früherem Vormund schmiedet er ein Komplott, um die hübsche, junge Frau wieder in seine Gewalt zu bekommen. Als Fest-Kellner getarnt, folgt der Schurke Manja nach ihrem Auftritt bis in ihr Haus und versucht zu vollenden, wobei er einst gestört wurde. Er würgt die junge Frau solange, bis sie in Ohnmacht fällt. Durch eine Verkettung unglückseliger Umstände gerät der Kommerzialrat in den Verdacht, diese Tat begangen zu haben, und muss dafür ins Gefängnis. Dessen Sohn, dem Kapellmeister, gelingt es jedoch, den wahren Schuldigen zu ermitteln. Der Herr Papa ist derart gerührt von beider junge Leute Einsatz, dass er für eine baldige Eheschließung zwischen ihnen seinen Segen gibt.

## Produktionsnotizen
Die Tänzerin wurde 1915 im Union-Atelier in Berlin-Tempelhof gedreht. Der Dreiakter mit einer Länge von etwa 1150 Metern passierte im Juli 1915 die Filmzensur und wurde vermutlich noch im Sommer desselben Jahres uraufgeführt.

## Kritik
„In einer recht spannenden Handlung werden die Schicksale eines jungen, hübschen Mädchens … erzählt. (…) Diese Handlung ist außerordentlich packend dargestellt. Irrah Bernhard [sic!] als Tänzerin und Ludwig Hartau als Direktor der Ballettschule zeigen sich als ganz hervorragende Vertreter der mimischen Darstellungskunst. Ausstattung und Inszenierung (Regisseur Georg Jakoby) ist erstklassig.“